# Zasada
Zasada je naseljeno mjesto u općini Bileća, Republika Srpska, Bosna i Hercegovina.

## Stanovništvo

### Popisi 1971. – 1991.
| Zasada        |              |               |               |
| godina popisa | 1991.        | 1981.         | 1971.         |
| Srbi          | 96 (100,0 %) | 154 (100,0 %) | 256 (100,0 %) |
| ukupno        | 96           | 154           | 256           |

### Popis 2013.
| Zasada        |              |
| godina popisa | 2013.        |
| Srbi          | 51 (100,0 %) |
| ukupno        | 51           |

## Vanjske poveznice
- Službene mrežne stranice općine Bileća